# NGC 5209
NGC 5209 (również PGC 47654 lub UGC 8522) – galaktyka eliptyczna (E), znajdująca się w gwiazdozbiorze Panny. Odkrył ją William Herschel 23 stycznia 1784 roku. Jest to galaktyka aktywna.